# Comuna Pidhirți, Strîi
Pidhirți (în ucraineană Підгірці) este o comună în raionul Strîi, regiunea Liov, Ucraina, formată din satele Iarușîci, Komariv, Pidhirți (reședința) și Verceanî.

## Demografie
Componența lingvistică a comunei Pidhirți
     Ucraineană (99,16%)
     Alte limbi (0,54%)
Conform recensământului din 2001, majoritatea populației comunei Pidhirți era vorbitoare de ucraineană (99,16%), existând în minoritate și vorbitori de alte limbi.